# Obrey
 (mars 2025).
Obrey est une maison française de bijouterie et d’horlogerie fondée en 1951 par Émile Obrey.

## Histoire

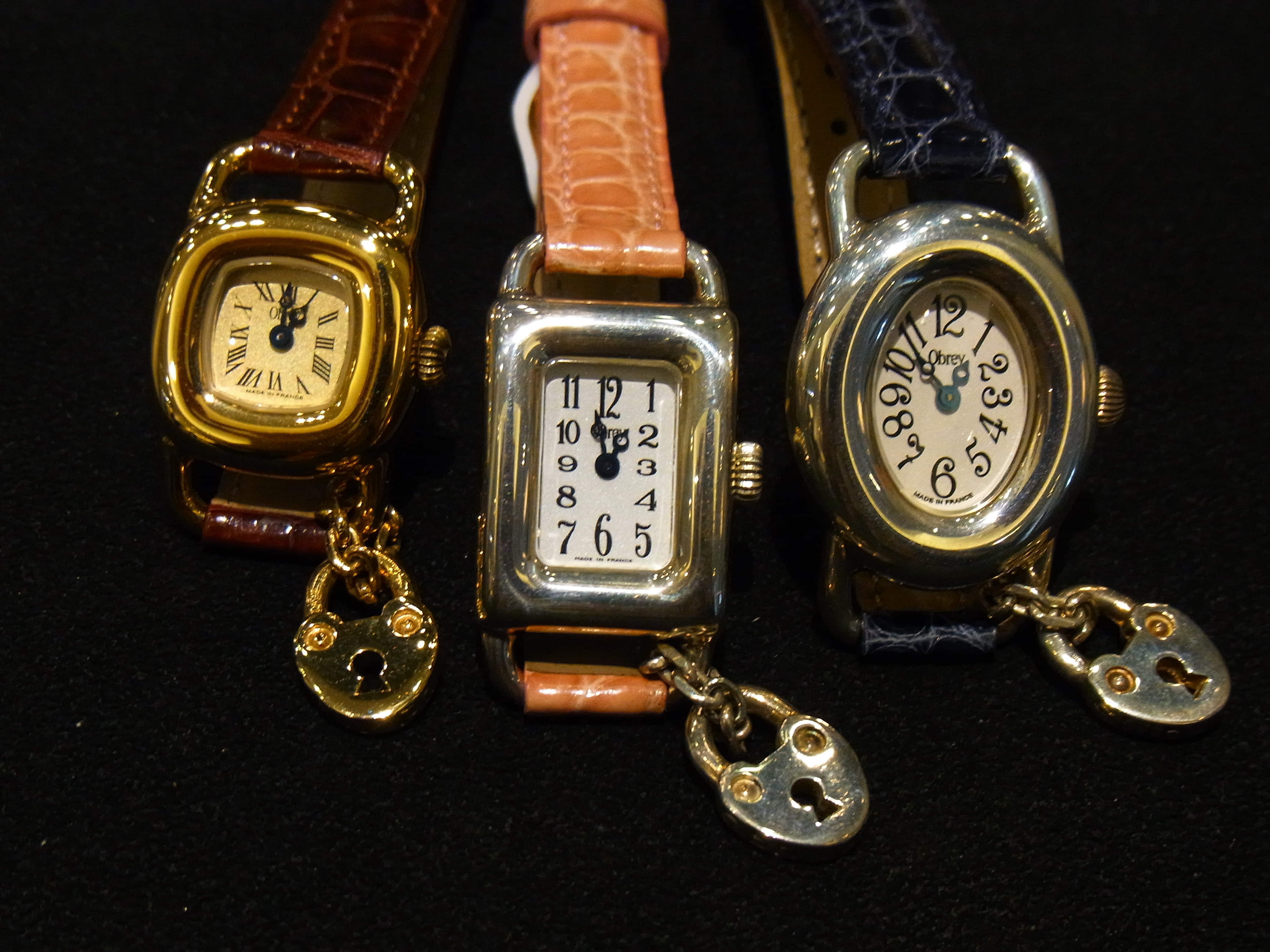
Montres Obrey en argent massif

Emile OBREY (Emile Issman : 1905-1992), né le 02 août 1905 en Hongrie et mort en 1992. Il est inhumé au cimetière parisien de Pantin dans la 29e division. Il repose dans une tombe collective israélite.
Émile Obrey ouvre sa première bijouterie dans les années 1930. Après avoir servi dans la résistance au sein des Forces françaises libres au Royaume-Uni dès 1940, il décide d'ouvrir la maison Obrey rue Tronchet, dans le quartier de la Madeleine, en 1951.
Rapidement, il décide de lancer des collections de montres et bijoux alliant qualité et esthétique.[réf. nécessaire]. S'entourant de nombreux designers, la maison Obrey lance une collection de montres en argent massif en 1966.
Ces modèles eurent du succès dans les années 1960-1970 de par leur design unique. C'est à cette époque que l'entreprise familiale se développa à l'international, diffusant ses produits aux États-Unis et en Allemagne via des distributeurs réputés.

## Situation actuelle
La maison Obrey a toujours été gérée par la famille Obrey, et à partir des années 1990, c'est le fils d’Émile Obrey qui a repris l'entreprise.
Les montres Obrey, fabriquées en France, connaissent un succès international, essentiellement au Japon, où une boutique a été ouverte à Tokyo.
La grande possibilité de personnalisation des montres Obrey permet d'obtenir une montre unique. En effet, il est possible de choisir le cadran, le type de bracelet, ainsi que sa longueur.
La maison Obrey utilise des mouvements à quartz (mouvements suisses, essentiellement ETA). De plus, l'aspect extérieur a toujours été privilégié, le bracelet et le boîtier étant en argent massif et entièrement travaillés à la main.